# Distenia agroides
Distenia agroides là một loài bọ cánh cứng trong họ Cerambycidae.